# Trinity House

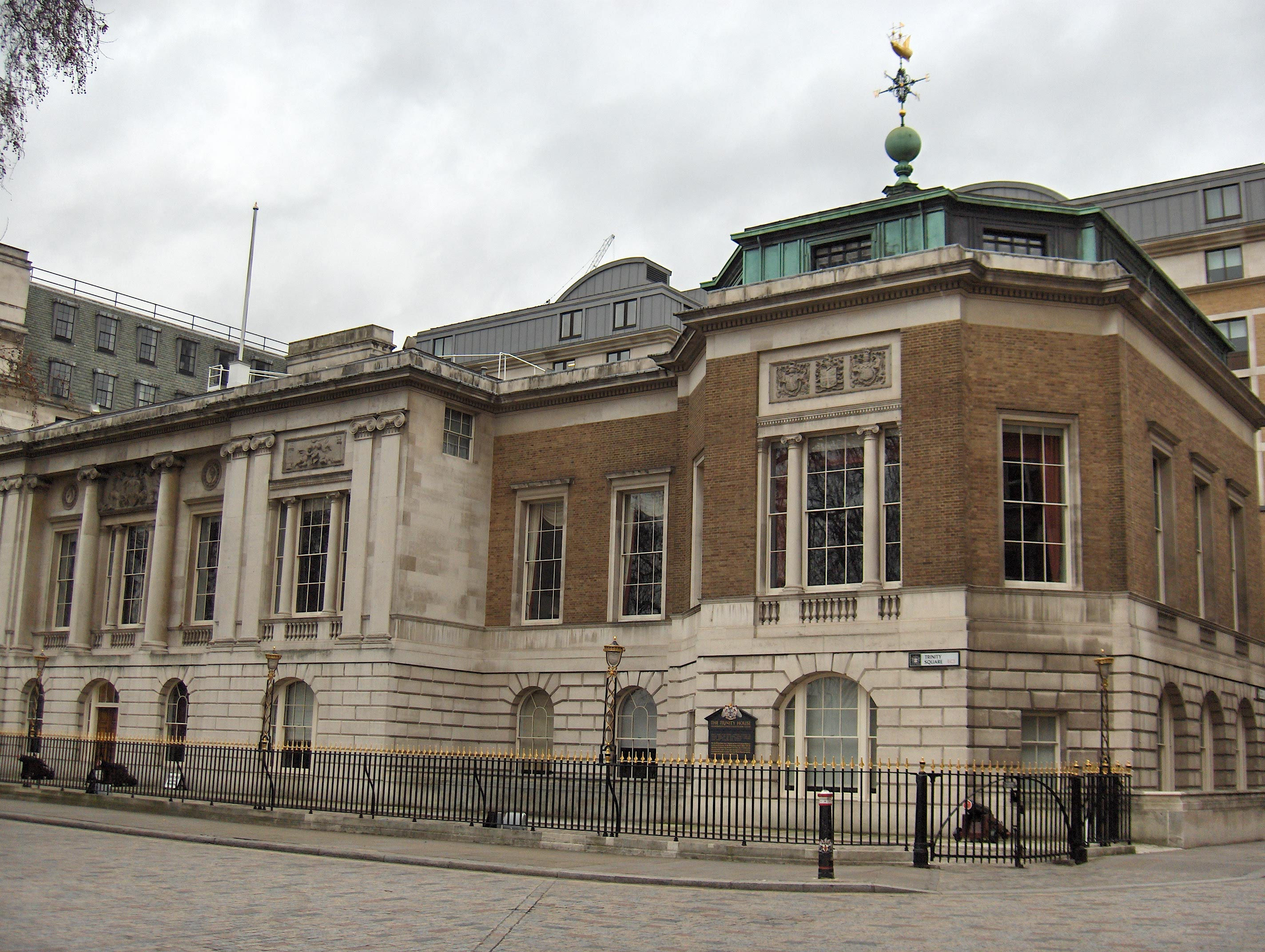
Siège de Trinity House à Londres

Trinity House (officiellement The Corporation of Trinity House of Deptford Strond) est une institution britannique fondée au XVIe siècle, située à Londres, qui est chargée du service des phares pour l'Angleterre et le Pays de Galles.

## Histoire
Cette administration est créée par Henri VIII d'Angleterre en 1514 pour assurer la sécurité de la navigation et des marins. Ses origines seraient plus lointaines, sous forme d'une guilde mise en place par l'archevêque Stephen Langton au XIIe siècle.

## Missions
Elle est aujourd'hui chargée des phares, balises, bouées et aides à la navigation (y compris les radars côtiers) pour l'Angleterre, le Pays de Galles, les îles Anglo-Normandes et Gibraltar. Elle fournit aussi les pilotes pour les navires fréquentant la mer du Nord. C'est également une organisation caritative aidant les marins dans toutes leurs difficultés.

## Siège
Le bâtiment qui l'abrite se trouve dans Trinity Square sur la rive gauche de la Tamise, à Londres, non loin de la Tour de Londres. Il a été construit par Samuel Wyatt en 1796.

## Organisation
Le Master of the Corporation est aujourd'hui une fonction honorifique qui est exercée par Anne, princesse royale.